# Albert Kluyskens
Albert Marie Adolphe Kluyskens, né le 6 septembre 1885 à Landegem et décédé le 21 décembre 1956 à Gand fut un homme politique belge, membre du CVP.

## Biographie
Kluyskens fut docteur en droit (RUG, 1908), professeur de droit (RUG), dès 1933 et recteur (1950-53) ; référendaire-adjoint au Tribunal de Commerce de Gand (1919-28).
Il fut élu député de Gand (1936-46), puis sénateur de l'arrondissement de Gand-Eeklo (1946-56).
Il fut créé chevalier et officier de l'ordre de Léopold ; chevalier, officier et grand-officier de l'ordre de la Couronne.

## Sources
- Bio sur ODIS
- Notices d'autorité :   - VIAF
  - ISNI
  - IdRef
  - LCCN
  - GND
  - Belgique
  - Pays-Bas
  - Pologne
  - WorldCat
- Ressource relative à plusieurs domaines :   - ODIS
- Notice dans un dictionnaire ou une encyclopédie généraliste :   - Deutsche Biographie